# Rodrigo Gómez Rodríguez
Rodrigo Gómez Rodríguez, más conocido como "Rodri", nació en Huelva en 1914, donde fue minero y posteriormente guardia civil, se trasladó a León donde aprendió el oficio de albañil y seguidamente emigró a Cataluña para trabajar en la construcción. En los años 80, él y un amigo suyo, adquirieron las ruinosas edificaciones de Talaixà para reconstruirlas y hacer de ellas posteriormente una cantina y un refugio para excursionistas.

## Vida
En 1988, la empresa privada "Ormoier SA" compró la totalidad del valle de Hortmoier para convertirlo en un coto de caza, e instalaron una gran valla metálica de cientos de metros impidiendo el paso de vecinos y excursionistas. Nació entonces un movimiento popular para impedir la privatización de la zona.
A principios de los años 90 el "Rodri" se quedó solo, ya que su socio abandona Talaixà, es cuando decide entonces asociarse con el CEO (Centro Excursionista de Olot) cediéndoles una de sus propiedades para la construcción de un refugio excursionista. Las gestiones del 'Grupo de Defensa del Valle de Hortmoier', formado por unas 37 entidades de diferente índole, consiguen que el ayuntamiento de Montagut declarare de uso público todo los caminos, desapareciendo así las vallas cinegéticas.

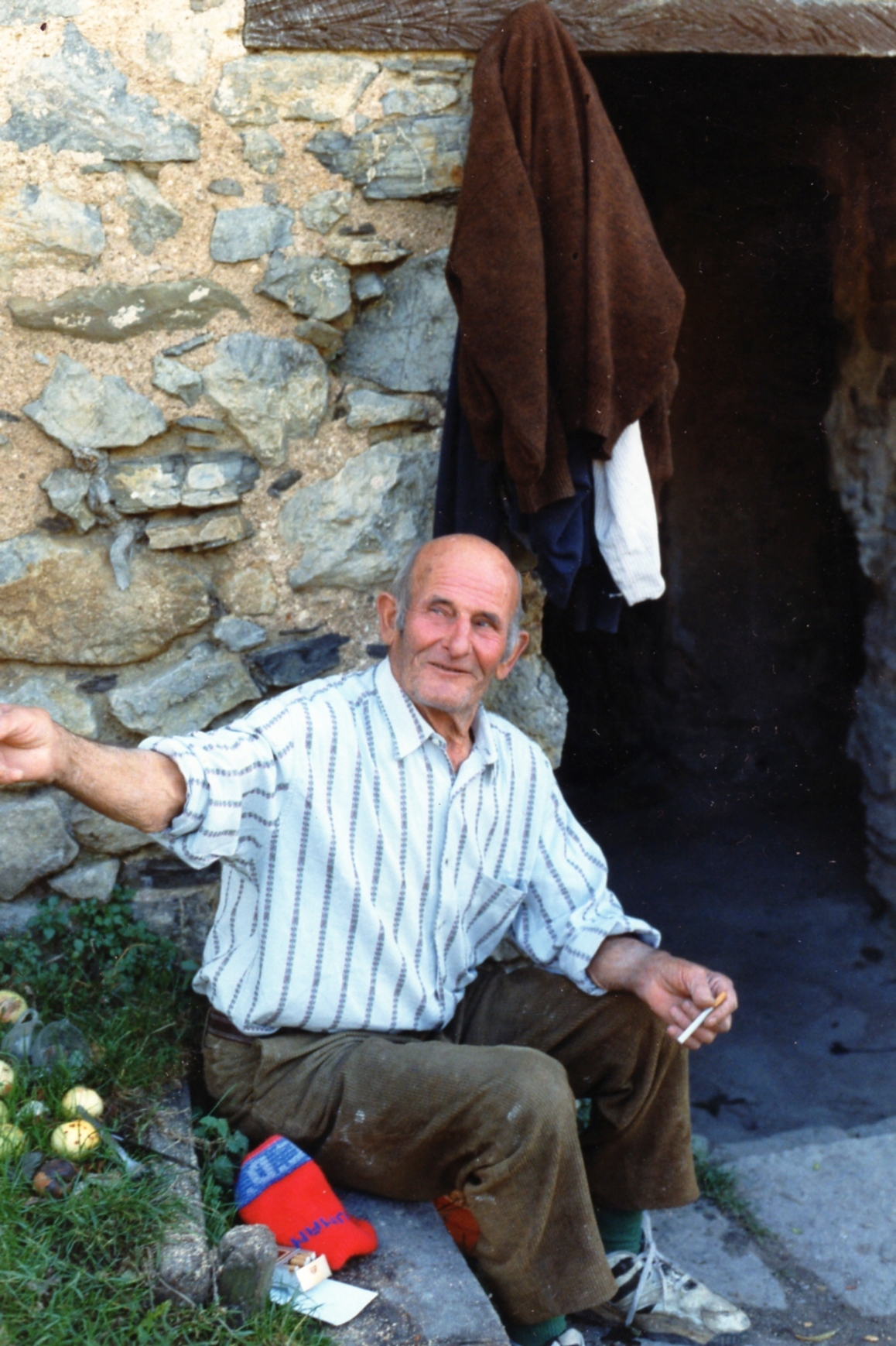
Rodrigo Gómez Rodríguez, el "Rodri" en la puerta de la que fue su casa: "La Canova"

En 1992 se declaró la Alta Garrocha como Espacio de Interés Natural, salvando así la zona definitivamente de la especulación y la privatización.
El 26 de diciembre del año 2000 "Rodri" murió a los 86 años de edad debido a una grave enfermedad. Entonces, Talaixà, pierde su último habitante .
Durante los años 2010, 11 y 12 se culminó la restauración de la iglesia de Sant Martí de Talaixà y el CEO "Centro excursionista de Olot" finalizó también la reconstrucción de una parte de la "Canova", concretamente donde habitaba el fallecido "Rodri", reconvirtiendo en un refugio de montaña.
Por otra parte, el grupo de "Els Amics de Talaixà", donde se aglutinan miembros del Centro Excursionista de Blanes (CEB), voluntarios, excursionistas y, los actuales guardas, construyen el refugio libre de "Can Torner" como soporte a los excursionistas que realizan la travesía pirenaica del GR-11, sendero de Gran Recorrido, siendo llegada de la etapa 38 (Molló-Talaixà) e inicio de la 39 (Talaixà-Albanyà).
Una placa conmemorativa en la entrada de dicho refugio recuerda la gesta de este excéntrico y entrañable personaje conocido en los valles garrochinos con el sobrenombre de "Rodri".

## Fotografías

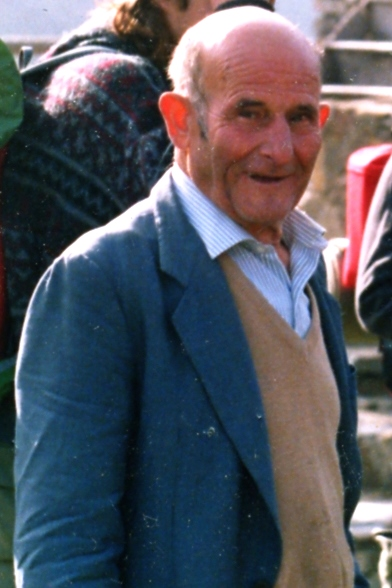
El "Rodri" vestido de gala para recibir a los excursionistas.
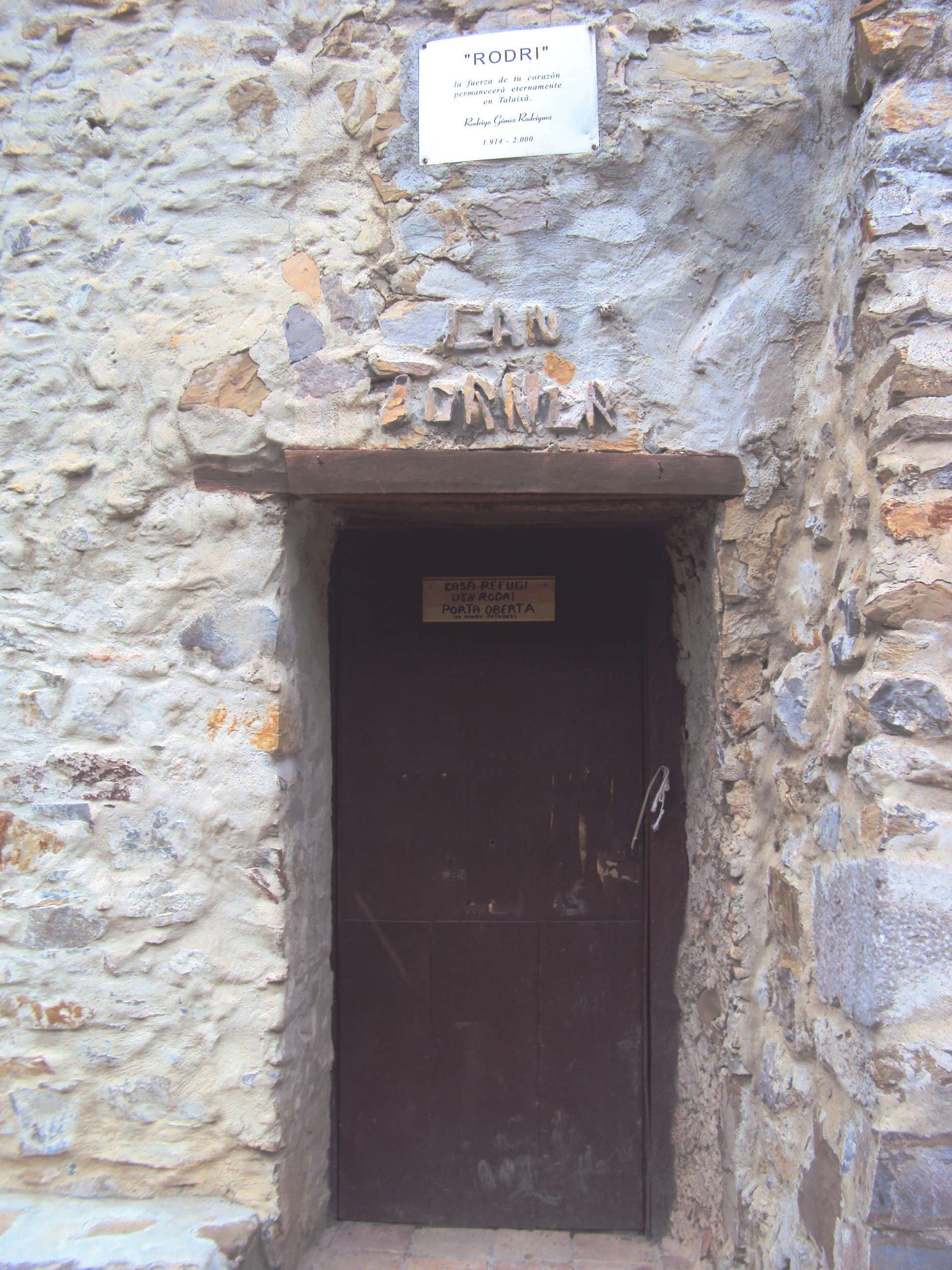
Refugio libre de  "Can Torner" a Talaixà.
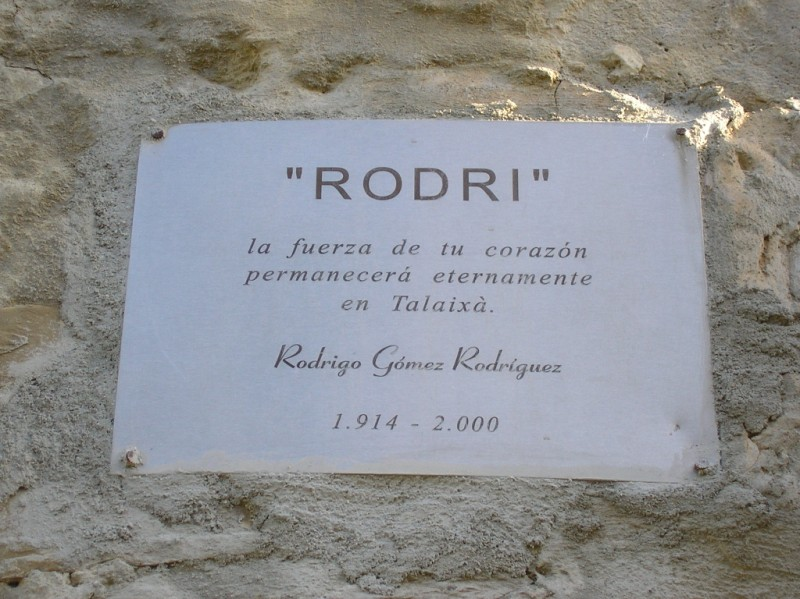
Placa conmemorativa a la entrada del refugio libre de "Can Torner"
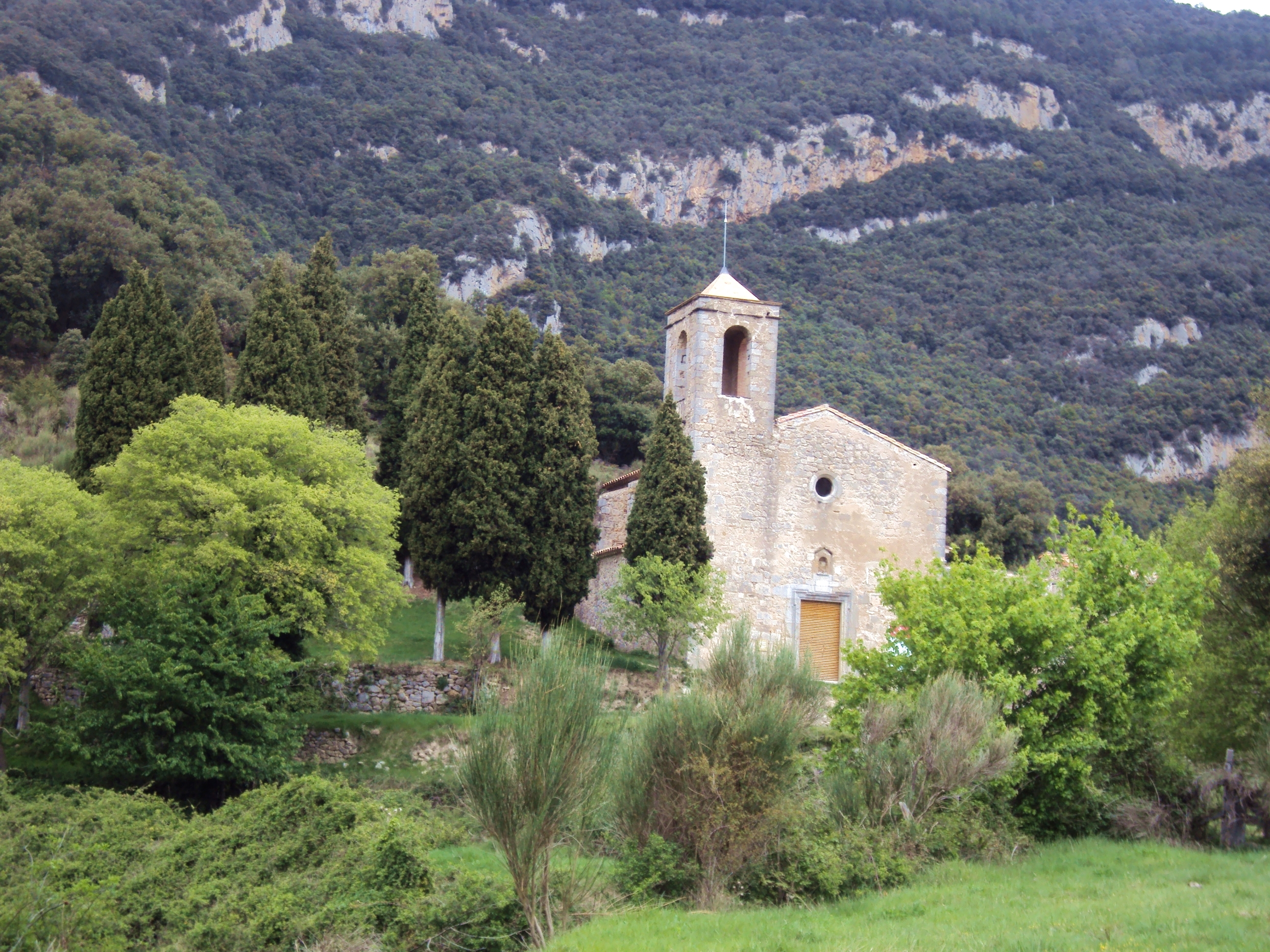
La iglesia de Sant Martí de Talaixà en 2012, una vez reconstruida.
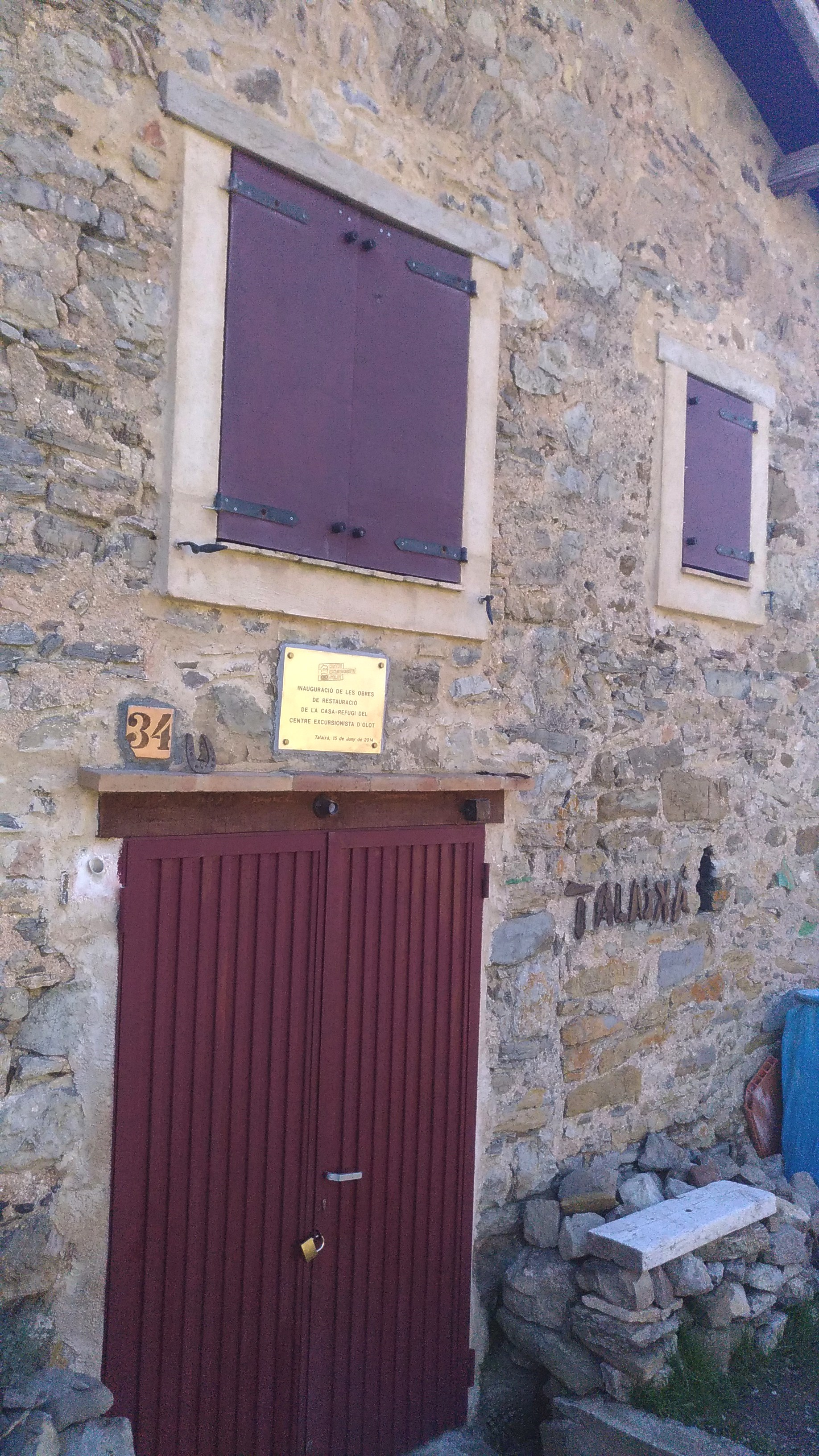
La casa de "Rodri" convertida finalmente en refugio por parte del CEO (Centre Excursionista de Olot)
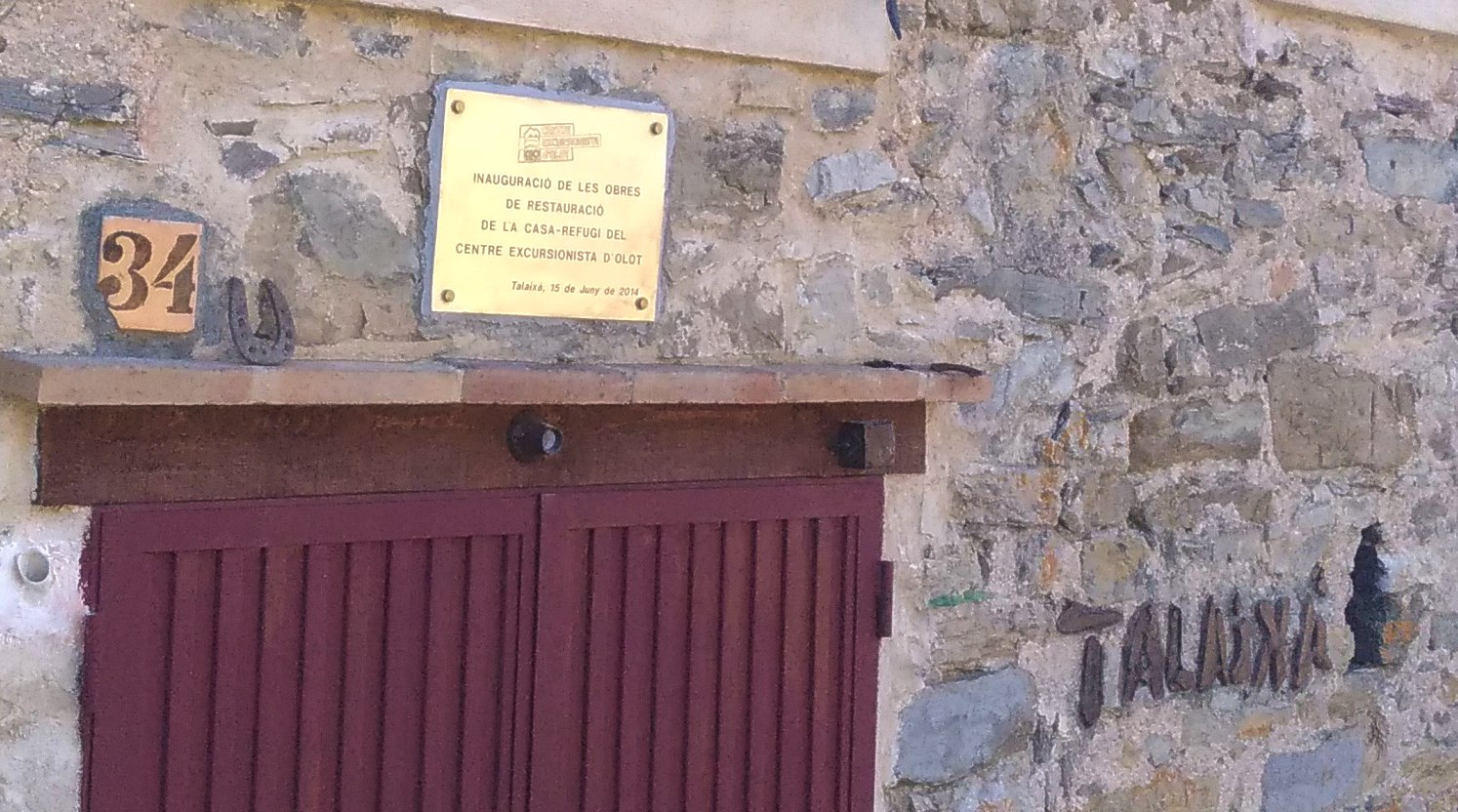
La casa de "Rodri" convertida finalmente en refugio por parte del CEO (Centre Excursionista de Olot). Detalle de la placa de entrada.
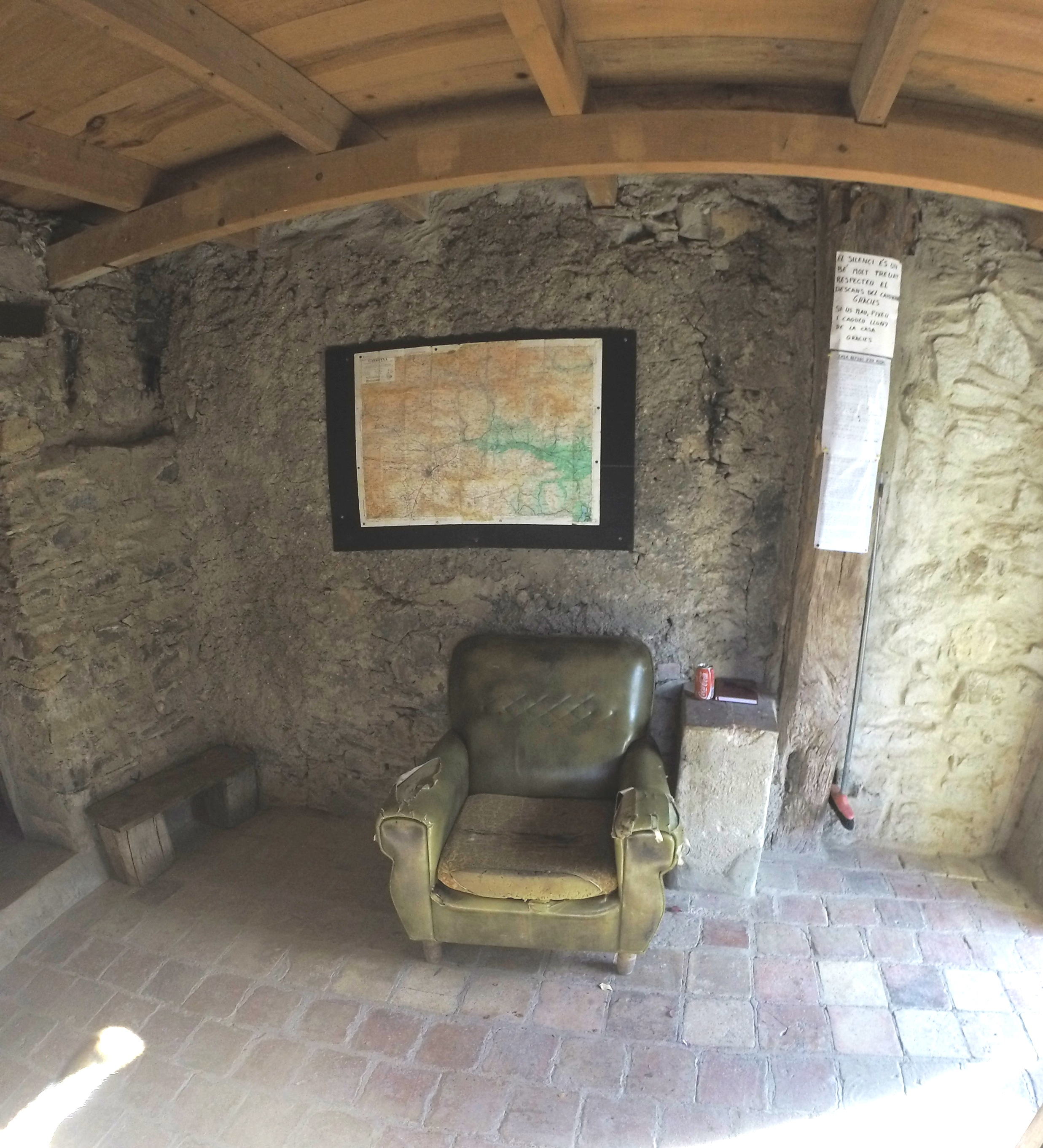
La butaca original donde el "Rodri" se sentaba al calor del hogar; aún se conserva en el refugio libre de "Can Torner" en Talaixà.
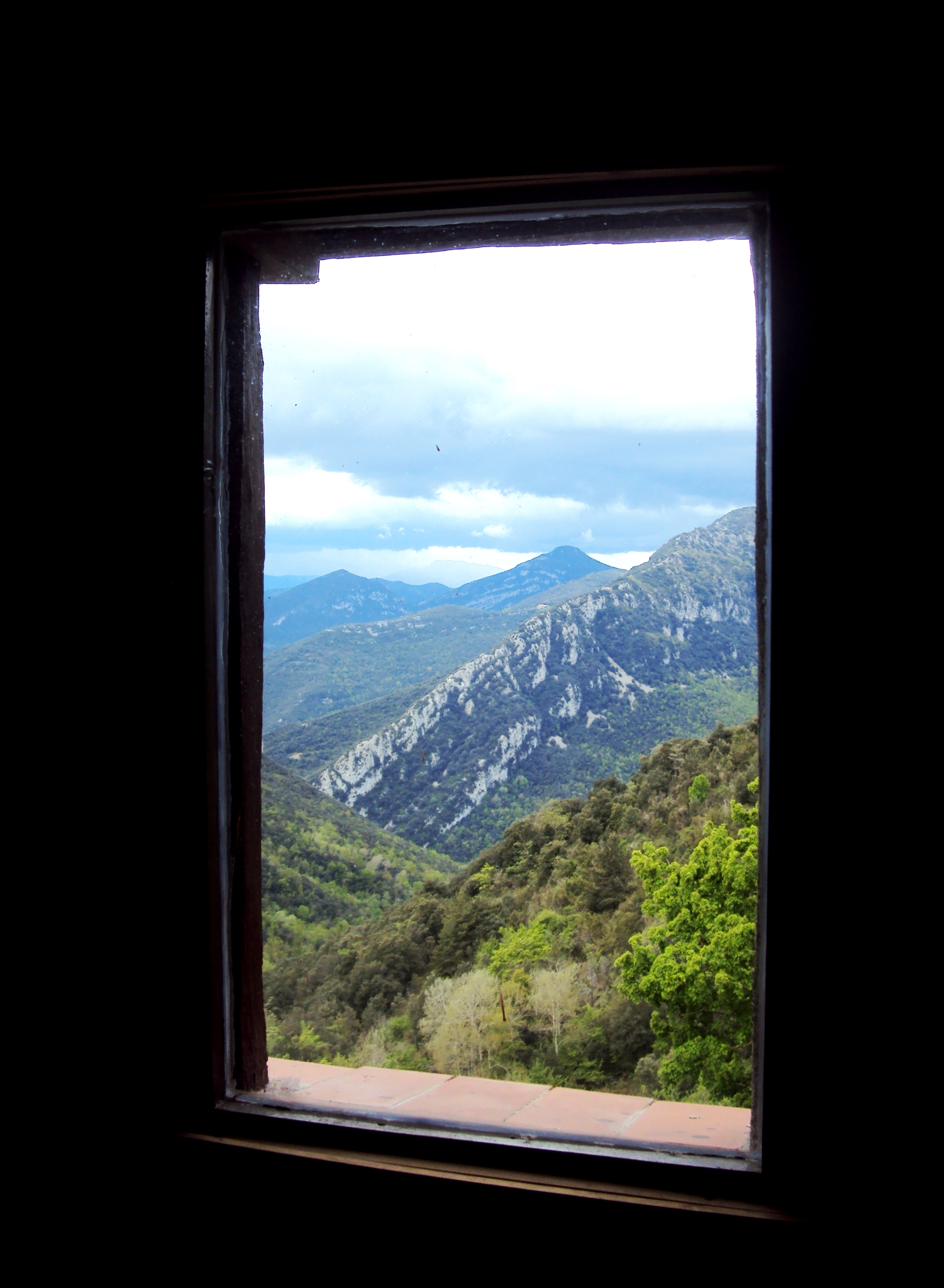
Vista hacia el valle de Hormoier desde la ventana del interior del refugio libre de "Can Torner" en Talaixà.
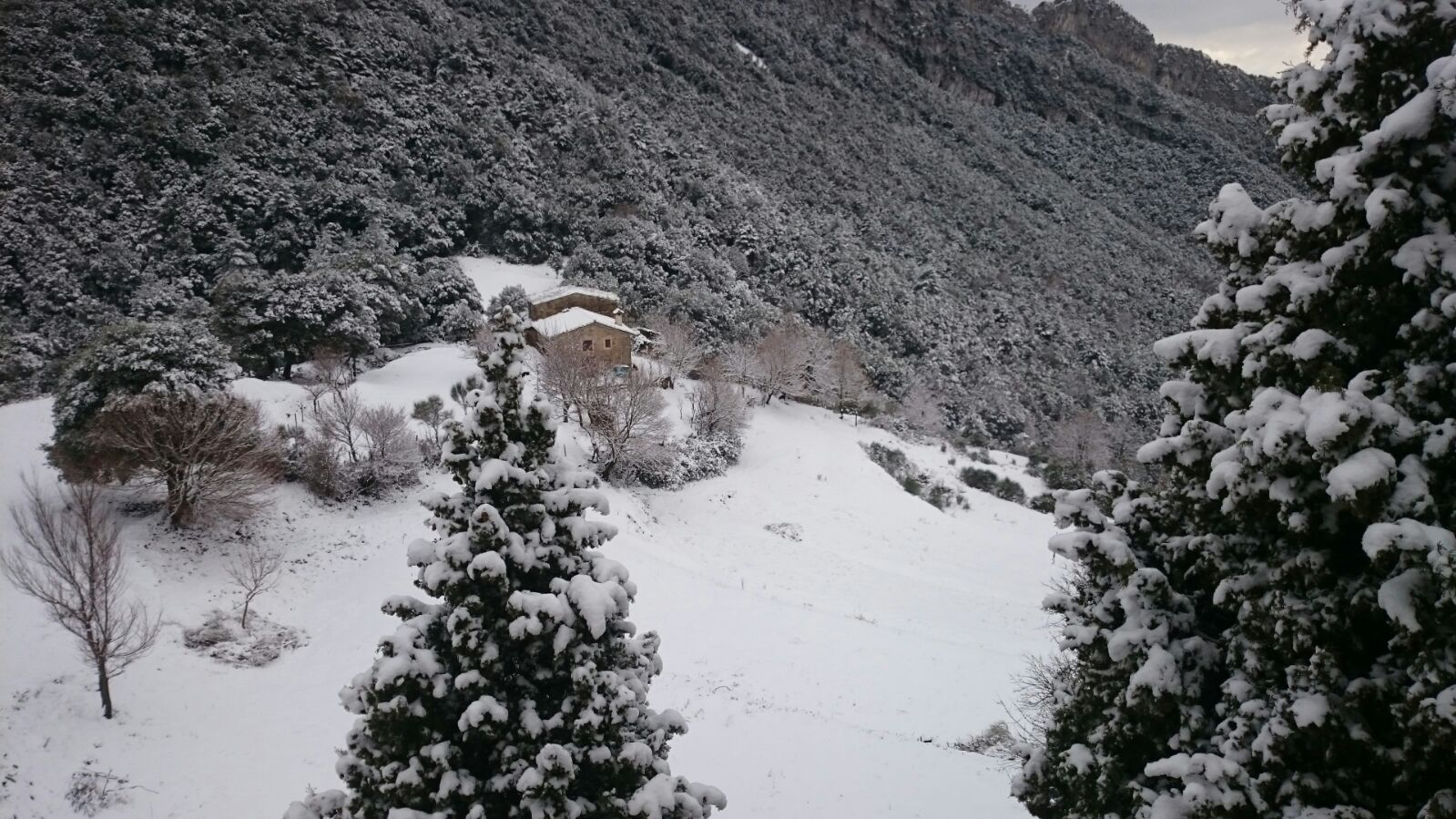
Talaixà después de la copiosa nevada del invierno en 2017.
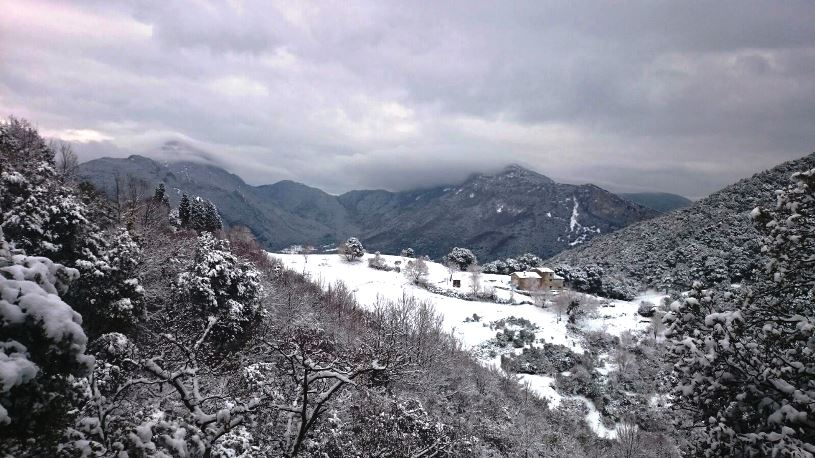
Talaixà después de la copiosa nevada del invierno en 2017.